# Ursula Liepmann
Ursula Liepmann, geborene Ursula Anna Johanne Blaschke, (* 22. August 1936 in Teplitz-Schönau, Tschechoslowakei) ist eine deutsche Klassische Archäologin.

## Leben
Ursula Liepmann studierte an der Humboldt-Universität zu Berlin, wo sie am 6. April 1966 bei Ludger Alscher mit einer Dissertation zum Thema Das Datierungsproblem und die Kompositionsgesetze am Fries des Apollontempels zu Bassae-Phigalia promoviert wurde. Seit 1958 war sie wissenschaftliche Mitarbeiterin an der Ostberliner Antikensammlung.
Nach ihrer Übersiedlung in die Bundesrepublik Deutschland war sie bis zu ihrem Ruhestand am Kestner-Museum in Hannover tätig und dort für die antike Kunst zuständig.

## Veröffentlichungen (Auswahl)
- Antike Skulpturen und Kleinkunst in der Berliner Antiken-Sammlung. In: Kunsterziehung Heft 1/1963, S. 20.
- Das Datierungsproblem und die Kompositionsgesetze am Fries des Apollontempels zu Bassae-Phigalia. Dissertation Humboldt-Universität Berlin 1966 (ungedruckt; gekürzte Fassung Hannover 1970).
- Einige Fragmente etruskischer Schnabelkannen in der Berliner Sammlung. In: Forschungen und Berichte. Staatliche Museen zu Berlin 8, 1967, S. 29–38.
- Fragmente eines Dreifusses aus Zypern in New York und Berlin. In: Jahrbuch des Deutschen Archäologischen Instituts 83, 1968, S. 39–57.
- Ein etruskischer Bronzehenkel im Kestner-Museum zu Hannover. In: Niederdeutsche Beiträge zur Kunstgeschichte 11, 1971, S. 9–23.
- Ein Orpheusmosaik im Kestner-Museum zu Hannover. In: Niederdeutsche Beiträge zur Kunstgeschichte 13, 1974, S. 9–36.
- Griechische Terrakotten, Bronzen, Skulpturen (= Bildkataloge des Kestner-Museums Hannover Band 12). Kestner-Museum, Hannover 1975.
- Ein Bronzehenkel und eine Kleeblattkanne im Kestner-Museum zu Hannover. In: Niederdeutsche Beiträge zur Kunstgeschichte 15, 1976, S. 15–26.
- Bemerkungen zu einer Gattung etruskischer einhenkliger Schalen und Siebe. In: Niederdeutsche Beiträge zur Kunstgeschichte 20, 1981, S. 9–24.
- Des M. A. de la Chausse „Romanum Museum“ als Vorlage moderner Rückseitenbilder etruskischer Spiegel. In: Niederdeutsche Beiträge zur Kunstgeschichte 26, 1987, S. 9–22.
- Glas der Antike (= Sammlungskataloge des Kestner-Museums Hannover Band 2). Kestner-Museum, Hannover 1982.
- Corpus Speculorum Etruscorum Deutschland Band 2: Braunschweig – Göttingen – Hamburg – Hannover – Kiel – Münster – Steinhorst – Wolfenbüttel. Hirmer, München 1988, ISBN 3-7774-4640-8.
- Ein Kupferstich des 18. Jahrhunderts als Vorlage für das moderne Rückseitenbild des etruskischen Spiegels Inv. 1308 im Cabinet des médailles zu Paris. In: Archäologischer Anzeiger 1988, S. 97–100.
- Analyse einer Athletenstatuette im Kestner-Museum zu Hannover. In: Niederdeutsche Beiträge zur Kunstgeschichte 33, 1994, S. 9–39.
- Ein augusteisches Kameoglas im Kestner-Museum zu Hannover. In: Niederdeutsche Beiträge zur Kunstgeschichte 41, 2002, S. 9–36.